# Hieracium chloromelanum
Hieracium chloromelanum es una especie de planta con flor del género Hieracium, de la familia Asteraceae, orden Asterales.

## Distribución
Hieracium chloromelanum se distribuye por Noruega.

## Taxonomía
Fue descrita científicamente por Dahlst. Fue publicada en C.A.M.Lindman, Sv. Fanerogamfl.: 629 (1918).